# Botkyrka ridsällskap
Botkyrka Ridsällskap är en ideell förening som driver en ridskola för barn, ungdomar och vuxna. Ridsällskapet grundades 1967 och har sin hemvist vid Skrävsta gård i Botkyrka kommun, Stockholms län.

## Ridanläggningen
På området finns flera byggnader, som förvaltas av ridsällskapet, och som inrymmer stallar, cafeteria, fritidsgård, med mera. År 1999 byggdes ett nytt ridhus, kallat "Stora Ridhuset". Detta ridhus har en ridyta som mäter 62 gånger 24 meter och har 350 läktarplatser, i samman byggnad finns en cafeteria och två lektionssalar. I skogarna runt Botkyrka Ridsällskap finns närmare 30 stycken terränghinder, med olika svårighetsgrad. Många av dessa hinder är flyttbara, vilket ger goda möjligheter till stor variation i både fälttävlan och träning.

## Tävlingsverksamhet
Ridsällskapet är tillsammans med Södertälje ridklubb den största tävlingsarrangören i Stockholms län räknat i antal tävlingsdagar per år.
 Man arrangerar tävlingar i hoppning, dressyr och fälttävlan. Under tidigare år har klubben arrangerat såväl nordiska- som svenska mästerskap i ponnyfälttävlan.
Under 2007 lades ett förslag fram i kommunen om att bygga familjeparken Botkyrkaparken på anläggningens mark, vilket kunde hota den framtida verksamheten. Av familjeparken blev det dock inget.

## Bilder

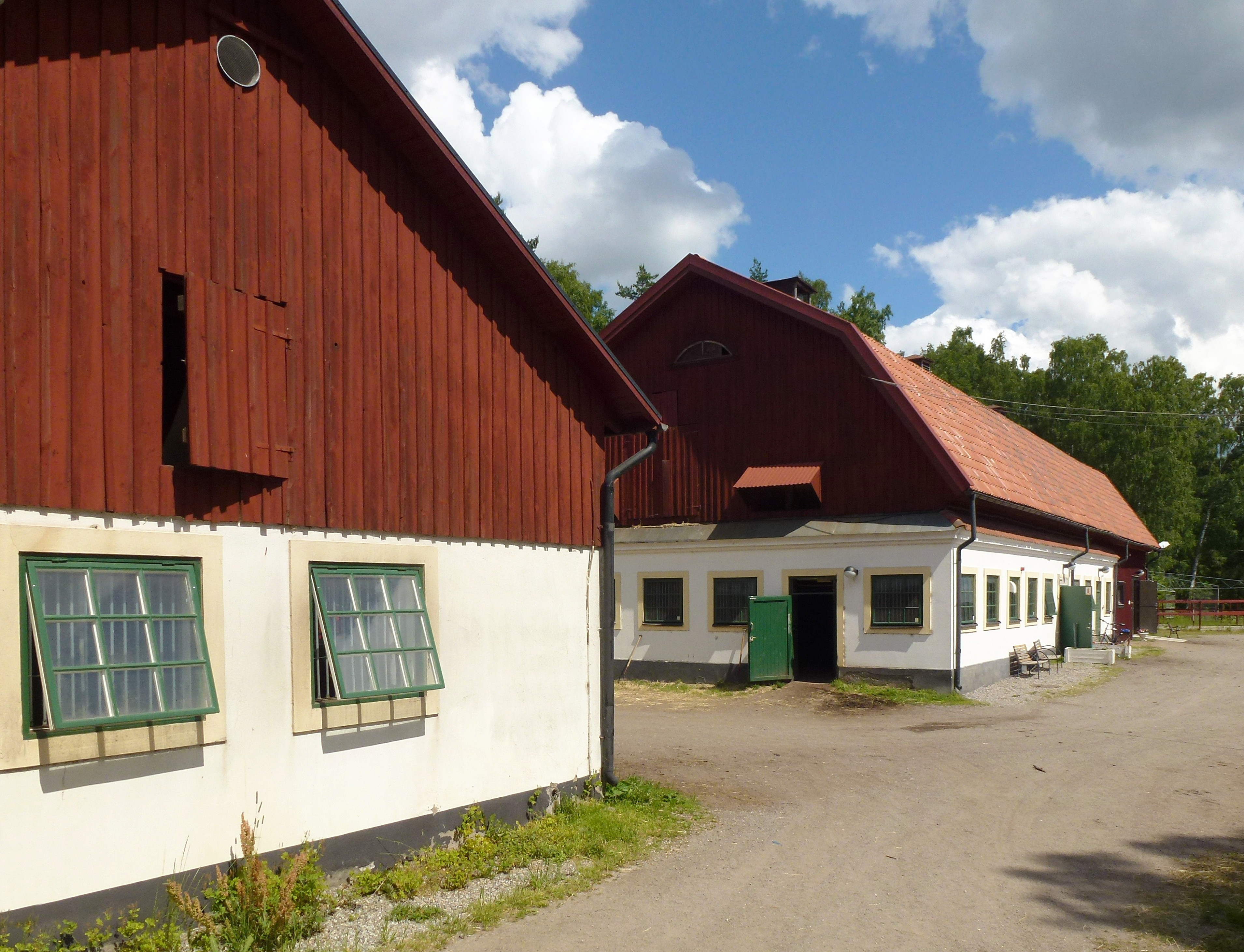
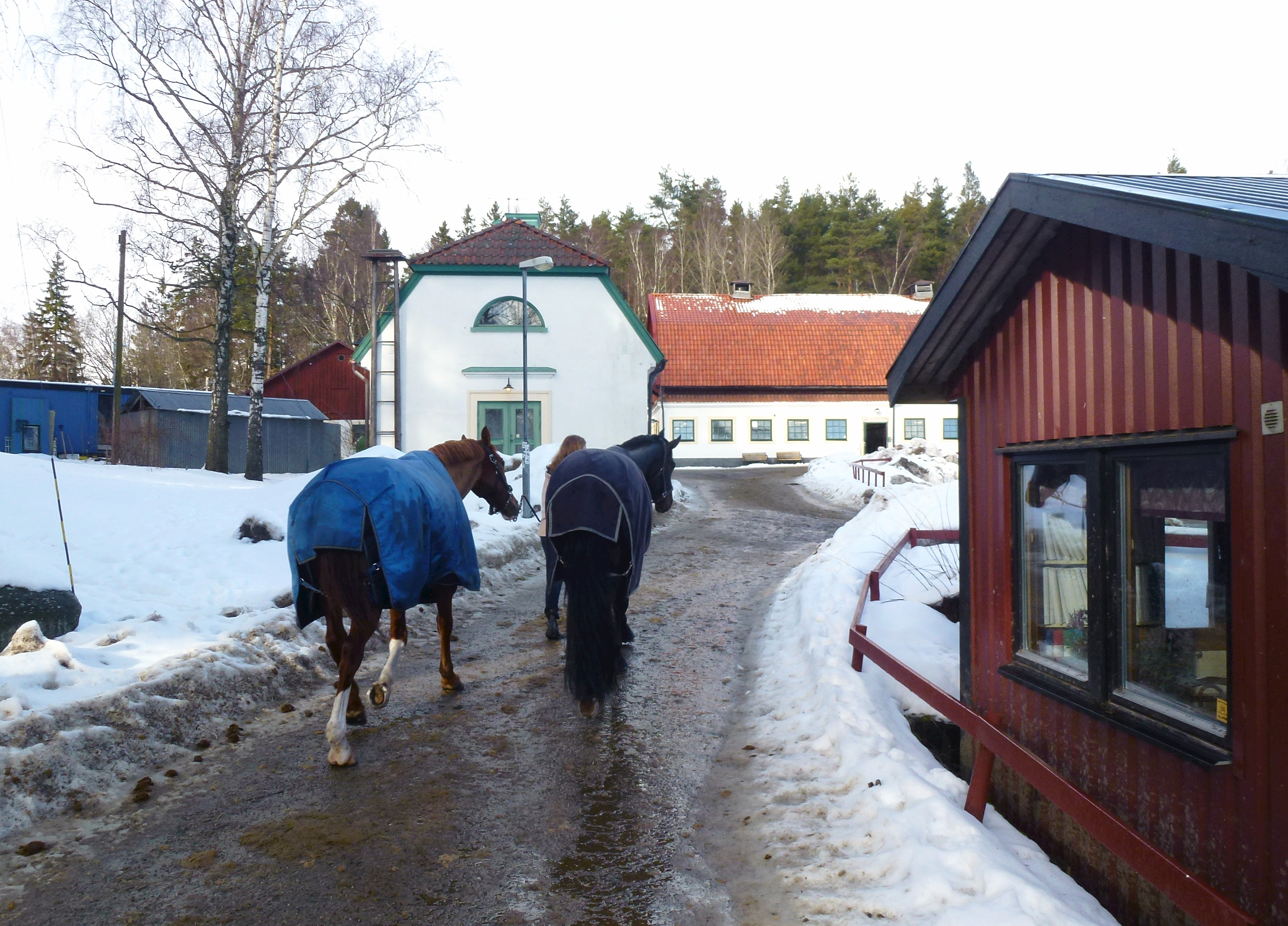
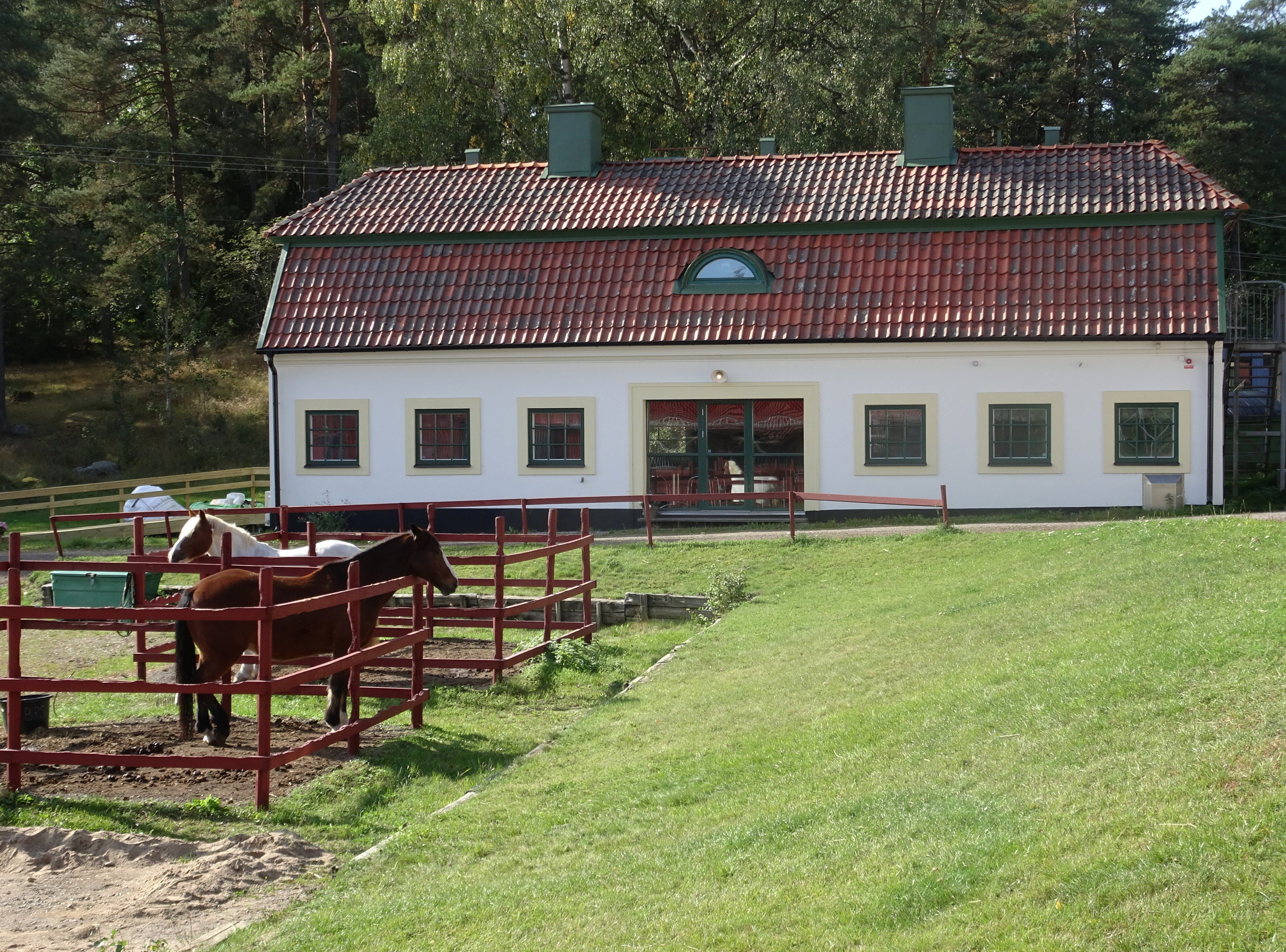
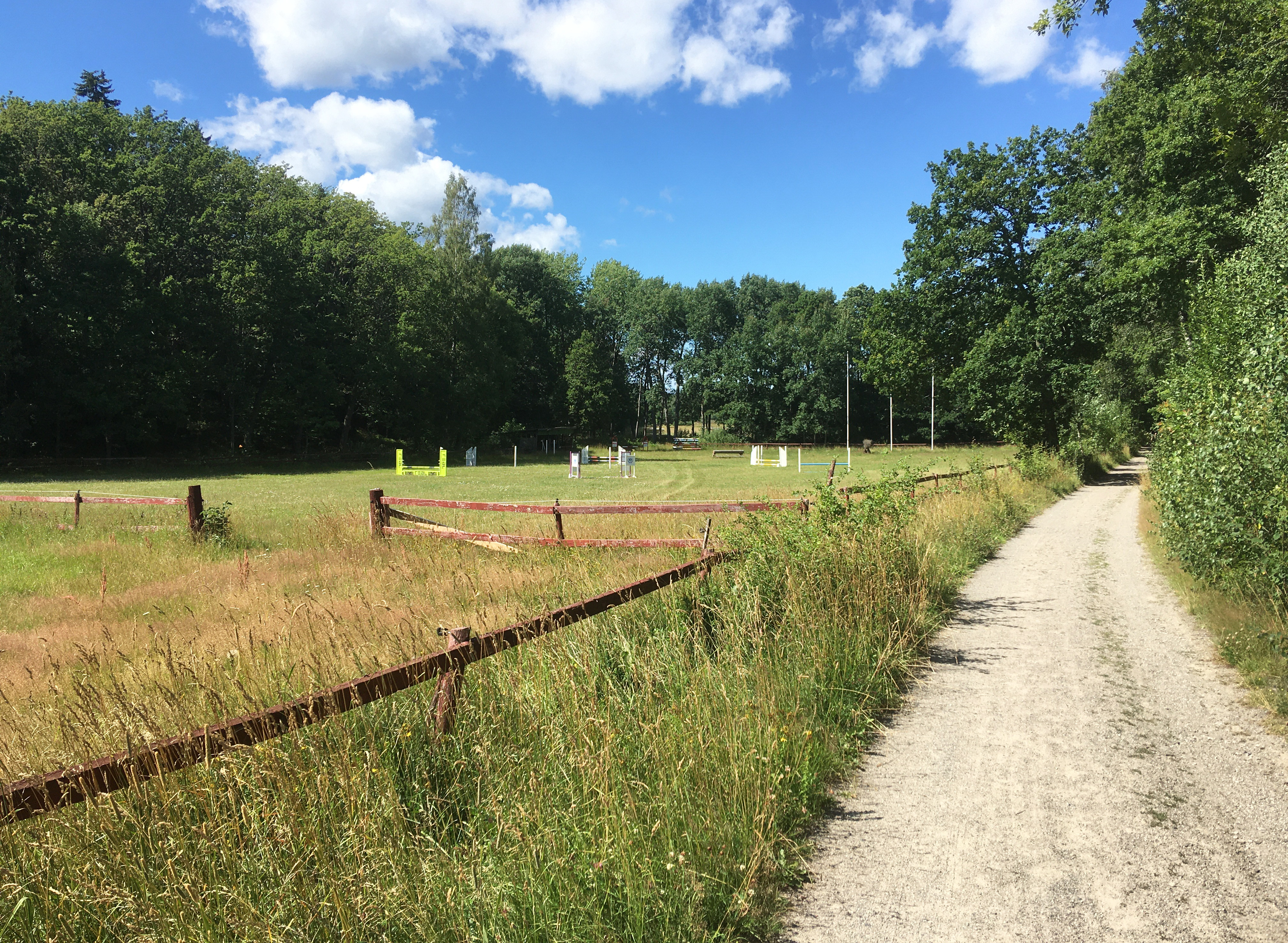
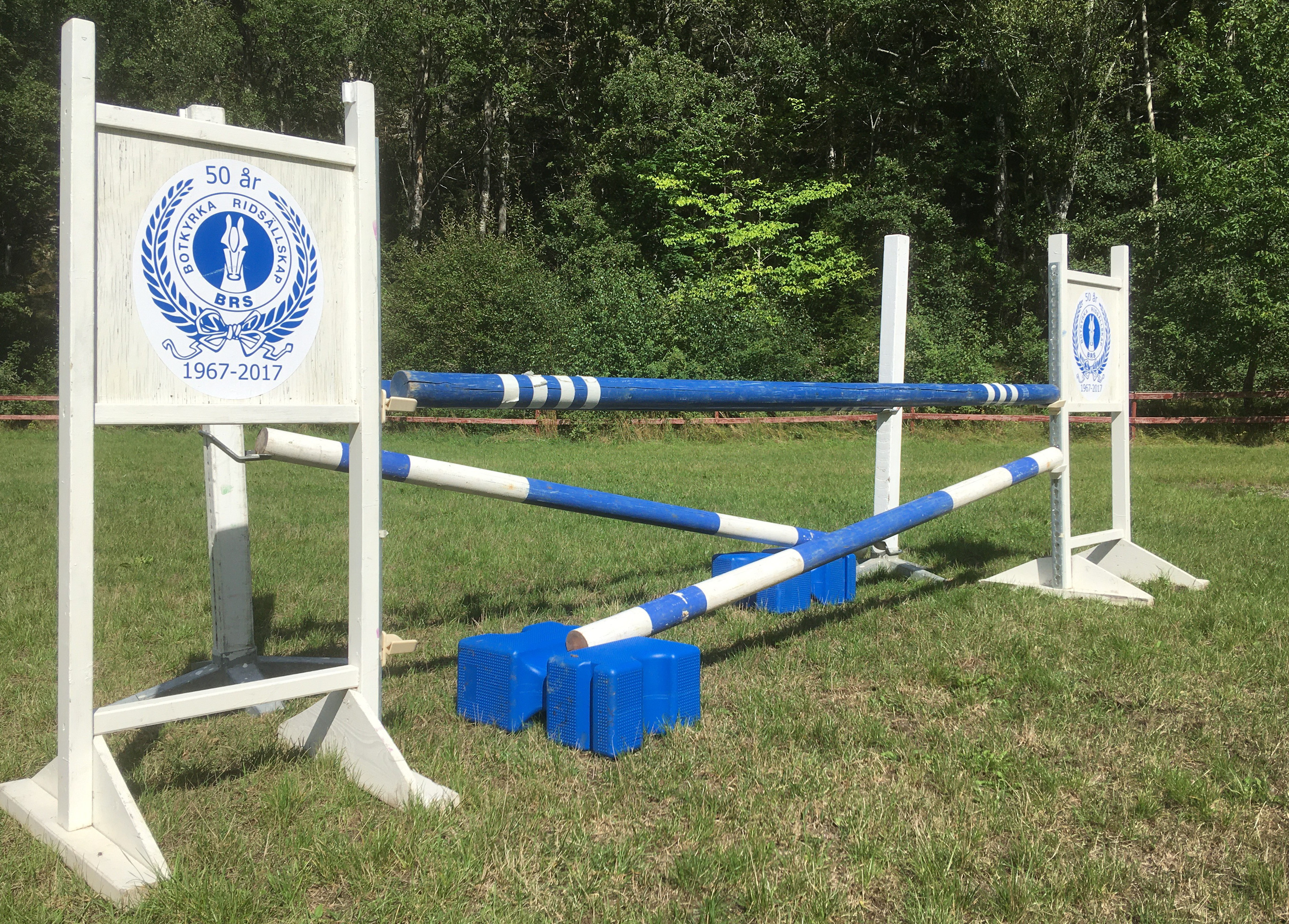